# 基里維納语
基里维纳语（Kilivila或Kiriwina）属于南島語系下的基里维纳-路易西亚德语言，主要在巴布亚新几内亚特羅布里恩群島使用，当地学校也使用该语言。